# Dongfeng Fengshen L7

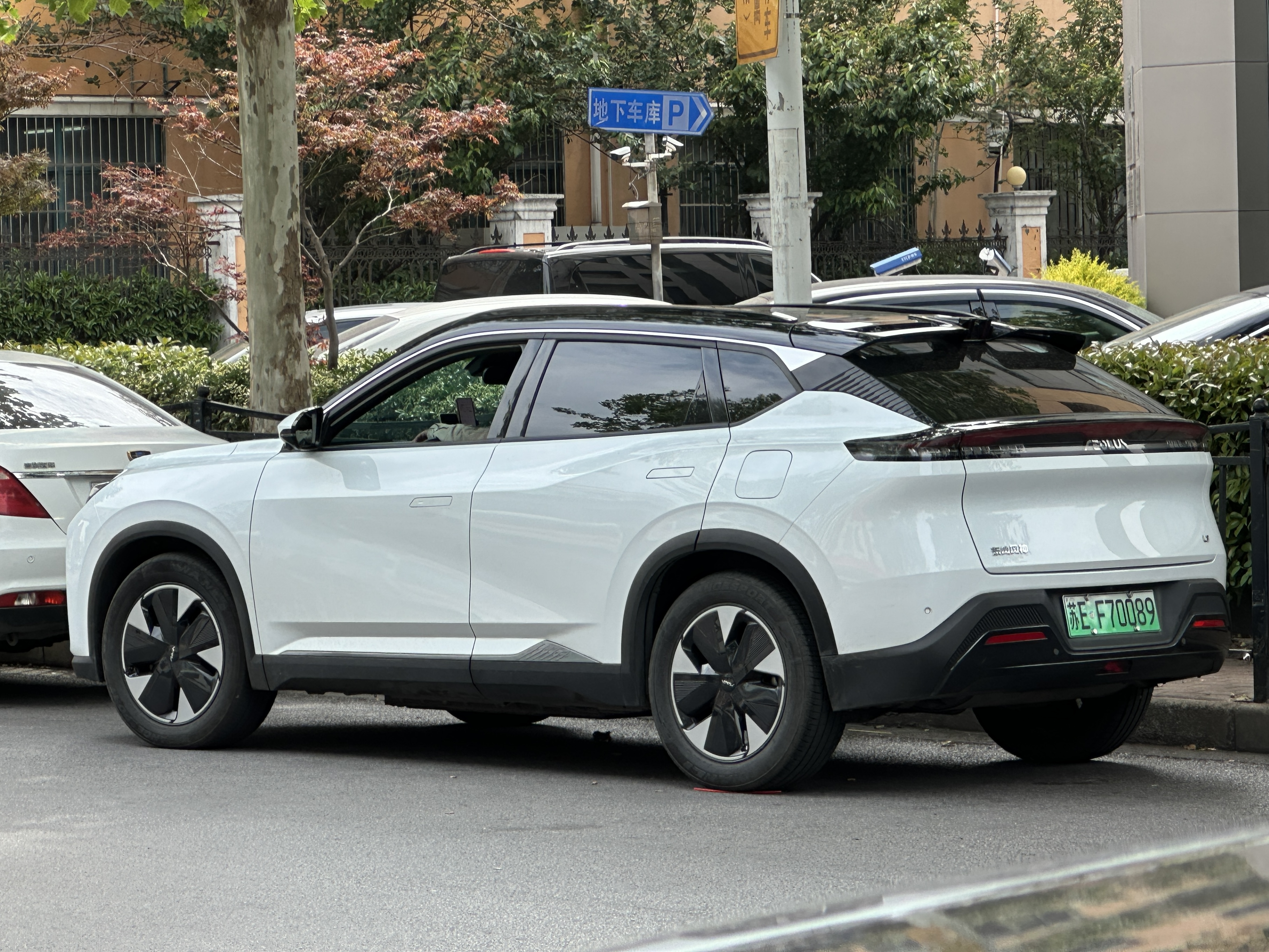
Heckansicht

Der Dongfeng Fengshen L7 ist ein Sport Utility Vehicle der zur Dongfeng Motor Corporation gehörenden Submarke Dongfeng Fengshen der Marke Dongfeng.

## Geschichte
Erste Bilder des auf dem Dongfeng Fengshen Haohan basierenden Fahrzeugs wurden im Januar 2024 gezeigt. Die Vorstellung mit Plug-in-Hybrid-Antrieb folgte im März 2024, wobei die Öffentlichkeitspremiere im April 2024 auf der Beijing Auto Show war. In den Handel kam der Wagen zunächst im Mai 2024 auf dem chinesischen Heimatmarkt. Eine rein elektrisch angetriebene Version der Baureihe wurde im Juli 2024 vorgestellt. Sie kam im September 2024 in den Handel.

## Technik
Der L7 ist 4,69 Meter lang, 1,90 Meter breit und 1,63 Meter hoch. Den Antrieb übernimmt ein aufgeladener 1,5-Liter-Ottomotor in Kombination mit einem Elektromotor. Es stehen zwei Varianten zur Wahl. Die günstigere hat einen 17,0-kWh-Lithium-Eisenphosphat-Akkumulator und eine elektrische Reichweite von 86 km nach WLTP; das Topmodell hat einen Lithium-Eisenphosphat-Akkumulator mit 30,3 kWh und eine elektrische Reichweite von 158 km nach WLTP. Beide Akkus stammen von CALB. Die Höchstgeschwindigkeit wird mit 170 km/h angegeben.
|                                                   | 110                         | 205                         | 430                           | 518                           | 518                           |
| ------------------------------------------------- | --------------------------- | --------------------------- | ----------------------------- | ----------------------------- | ----------------------------- |
| Bauzeitraum                                       | seit 05/2024                | seit 05/2024                | seit 04/2025                  | seit 09/2024                  | seit 09/2024                  |
| Motorkenndaten                                    |                             |                             |                               |                               |                               |
| Motortyp                                          | R4-Ottomotor + Elektromotor | R4-Ottomotor + Elektromotor | Elektromotor                  | Elektromotor                  | Elektromotor                  |
| Motoraufladung                                    | Turbolader                  | Turbolader                  | —                             | —                             | —                             |
| Hubraum                                           | 1497 cm³                    | 1497 cm³                    | —                             | —                             | —                             |
| max. Leistung Verbrennungsmotor bei min−1         | 113 kW (154 PS) / 5200      | 113 kW (154 PS) / 5200      | —                             | —                             | —                             |
| max. Leistung Elektromotor                        | 100 kW (136 PS)             | 100 kW (136 PS)             | 120 kW (163 PS)               | 120 kW (163 PS)               | 160 kW (218 PS)               |
| max. Systemleistung                               | 265 kW (360 PS)             | 265 kW (360 PS)             | —                             | —                             | —                             |
| max. Drehmoment Verbrennungsmotor bei min−1       | 240 Nm / 3500–4500          | 240 Nm / 3500–4500          | —                             | —                             | —                             |
| max. Drehmoment Elektromotor                      | 260 Nm                      | 260 Nm                      | 240 Nm                        | 240 Nm                        | 310 Nm                        |
| max. Systemdrehmoment                             | 615 Nm                      | 615 Nm                      | —                             | —                             | —                             |
| Kraftübertragung                                  |                             |                             |                               |                               |                               |
| Antrieb                                           | Vorderradantrieb            | Vorderradantrieb            | Vorderradantrieb              | Vorderradantrieb              | Vorderradantrieb              |
| Getriebe                                          | 4-Stufen-Hybridgetriebe     | 4-Stufen-Hybridgetriebe     | Festes Übersetzungsverhältnis | Festes Übersetzungsverhältnis | Festes Übersetzungsverhältnis |
| Messwerte                                         |                             |                             |                               |                               |                               |
| Höchstgeschwindigkeit                             | 170 km/h                    | 170 km/h                    | 160 km/h                      | 160 km/h                      | 170 km/h                      |
| Beschleunigung, 0–100 km/h                        | 6,9 s                       | 6,9 s                       | k. A.                         | k. A.                         | k. A.                         |
| Kraftstoffverbrauch auf 100 km (WLTP, kombiniert) | 1,5 l Super                 | 0,6 l Super                 | —                             | —                             | —                             |
| Tankinhalt                                        | 55 l                        | 55 l                        | —                             | —                             | —                             |
| Energieinhalt Akku                                | 17,0 kWh                    | 30,3 kWh                    | 50,8 kWh                      | 61,2 kWh                      | 62,3 kWh                      |
| Elektrische Reichweite (WLTP)                     | 86 km                       | 158 km                      | k. A.                         | k. A.                         | k. A.                         |
| Elektrische Reichweite (CLTC)                     | 110 km                      | 205 km                      | 430 km                        | 518 km                        | 518 km                        |
| Abgasnorm                                         | China VIb                   | China VIb                   | —                             | —                             | —                             |